# Mario Orgero
Mario Orgero (Alessandria, 22 maggio 1903 – Alessandria, 5 maggio 1962) è stato un calciatore, di ruolo portiere, e atleta specializzato nei lanci.

## Carriera

### Calcio
Esordisce come portiere nell'Alessandrina, formazione con cui partecipa giovanissimo al campionato di Prima Categoria 1919-1920, affrontando tra le altre Torino e Juventus. È inoltre il portiere titolare nell'unico derby con l'Alessandria, partita amichevole disputata il 22 gennaio 1920 e persa per 2-1. Chiude la stagione con un totale di 12 presenze, tra campionato, gare di qualificazione e gare di spareggio.
Nel campionato di Prima Categoria 1920-1921 milita proprio nell'Alessandria, che nel frattempo ha assorbito l'Alessandrina. Riserva di Cesare Fillide, gioca in partite amichevoli, in Coppa Lombardia contro il Genoa e in campionato contro l'Andrea Doria, nella partita del 17 aprile 1921 sospesa per incidenti.
Nel 1922 passa al Piacenza, sceso in Seconda Divisione dopo le partite di qualificazione del Compromesso Colombo. Rimane nella città emiliana per due annate da titolare, nelle quali il Piacenza non riesce ad ottenere la promozione nella massima serie. Dopo un'altra stagione al Piacenza, questa volta come riserva, nell'agosto 1925 viene posto in lista di trasferimento e passa al Borsalino Alessandria, in Terza Divisione.

### Atletica leggera
Abbandonata l'attività calcistica, si dedica interamente all'atletica leggera, che aveva già praticato in precedenza cimentandosi nel getto del peso. Inquadrato in diverse società atletiche di Alessandria, partecipa ai campionati italiani di getto del peso, lancio del disco, lancio del martello e lancio del giavellotto, nei quali si segnala come uno dei migliori atleti italiani.